# 풍선껌

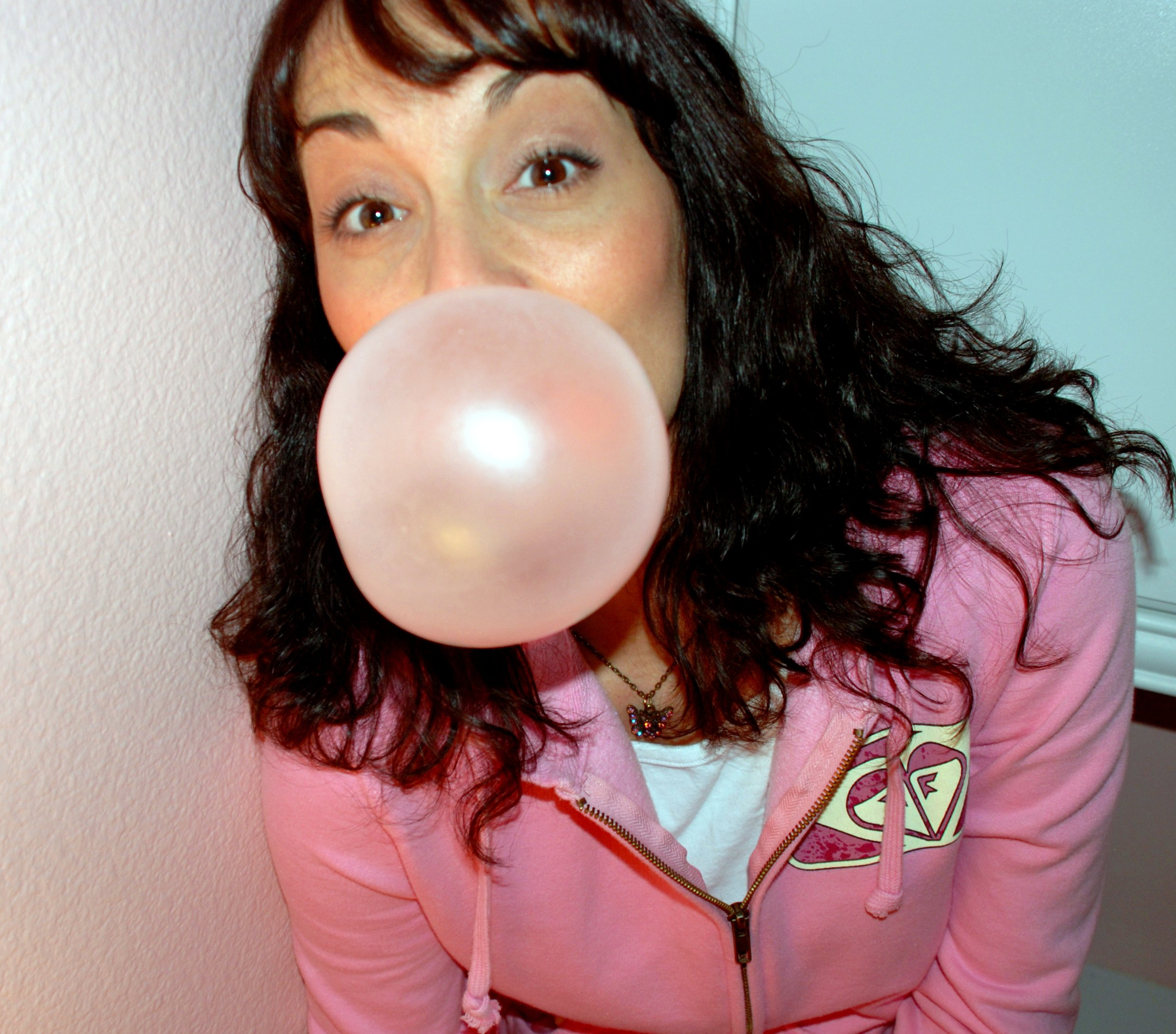
풍선껌을 불고있는 여자의 모습.

풍선껌(영어: bubble gum 버블검[*])은 껌의 한 종류이다. 풍선처럼 크게 불 수 있기 때문에 이름이 풍선껌이 되었다.
오늘날 생산되는 풍선껌 가운데 치클 등의 자연고무가 사용되는 경우도 있으며, 순도와 청결도 검사를 수차례 거친 뒤에 재료로 쓰인다. 그러나 대다수 제품은 화합물질을 이용한 것으로 풍미가 오래 가고 식감이 부드러우며 끈적임도 감소한다는 장점이 있다.

## 역사

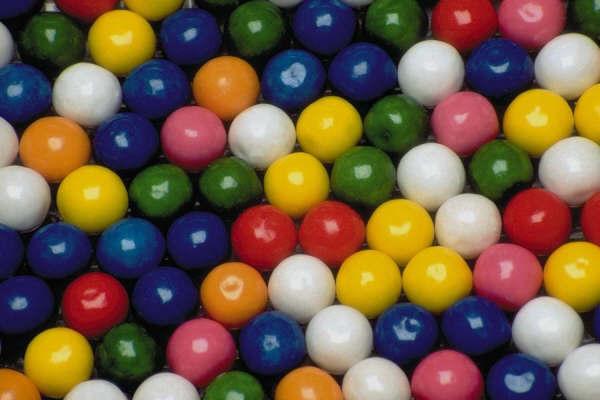
이른바 '검볼' (gumball)이라 불리는 둥근 풍선껌의 다양한 모습. 영미권에서는 납작한 껌과 더불어 이 모습도 껌의 대표적인 이미지로 연상된다.

1928년 미국 필라델피아의 껌 제조회사 플리어 추잉 검 컴퍼니 (Fleer Chewing Gum Company)의 회계사 월터 디머가 새로운 껌 제조법을 실험하는 과정에서 처음 발명하였다. 디머가 발견한 제조법은 이른바 '블리버 블러버' (Blibber-Blubber)라는 제품의 제조법을 개선한 것으로, 기존 껌보다 덜 끈적거리면서 더 쉽게 부풀릴 수 있는 것이 특색이었다.
당시 플리어 사의 풍선껌은 특유의 분홍색을 띄었는데, 원래 월터 디머가 고안한 제조법상으로는 칙칙한 회색 껌에 불과했다. 여기에 회사 측에서 확보해 놓았던 식용 색소가 붉은색 밖에 없었는데 이것을 그대로 섞어 분홍색을 띄게 되었다.
월터 디머의 풍선껌이 큰 성공을 거두자, 플리어 사의 사장은 크게 부풀릴 수 있다는 특색에서 착안해 '더블 버블' (Dubble Bubble)이란 상표를 붙였다. 플리어 사의 더블버블은 한동안 풍선껌의 대표주자로 남아 있었으나 제2차 세계 대전 이후 바주카 버블 검 (Bazooka bubble gum)이라는 새 제품이 미국 시장을 지배하는 상표로 거듭났다.
대한민국에서는 1956년 해태제과에서 출시한 '해태풍선껌'이 최초로 출시된 풍선껌으로 기록되어 있다. 해태풍선껌은 한국 최초의 껌으로도 알려져 있다. 후발주자인 롯데제과는 1967년 '슈퍼맨 풍선껌'을 처음 출시하였으며 1970년대부터는 향기껌, 일반껌 등과 함께 한국 시장 내에서 풍선껌 제품이 잇따라 출시되었다.

## 풍선껌 맛
간혹 '풍선껌 맛'이나 '풍선껌 향'을 내세우는 식품도 존재하는데, 이는 에스테르를 비롯한 다양한 인공 향료를 섞어 만드는 것이며 실제 재료나 배합은 회사마다 다르다. 인공향료의 재료로 쓰이는 에스테르로는 살리실산 메틸, 뷰티르산 에틸, 아세트산 벤질, 아세트산 아밀, 시나믹알데하이드 등이, 천연향료의 재료로는 바나나, 파인애플, 계피, 정향, 노루발풀 (윈터그린) 등이 사용된다. 이밖에 바닐라, 체리, 레몬, 오렌지오일 등도 재료로 사용된다.

## 같이 보기
- 검볼
- 껌